# اورموند بیتی
اورموند بیتی (۱۳ اوت ۱۸۱۵ – ۲۴ ژوئن ۱۸۹۰) آموزگار و سرپرست دانشگاهی آمریکایی و هفتمین رئیس سنتر کالج در دنویل، کنتاکی بود. بیتی در سال ۱۸۳۵ از سنتر کالج فارغ‌التحصیل و سال بعد به عنوان استاد در دانشگاه مشغول به کار شد و در طول دوران حرفهٔ خود به تدریس شیمی، فلسفه طبیعی، ریاضیات، متافیزیک، تاریخ کتاب مقدس و تاریخ کلیسا پرداخت. وی پس از استعفای ویلیام ال. برکینریج در سال ۱۸۶۸، توسط هیئت امنا در سال ۱۸۷۰ به عنوان رئیس موقت سنتر کالج انتخاب شد. او اولین رئیس سنتر کالج به‌شمار می‌رفت که کاهن مسیحی نبود و تا زمان استعفای خود، سال ۱۸۸۸، این مجموعه را رهبری کرد و دو سال دیگر، تا زمان مرگش در سال ۱۸۹۰، به تدریس ادامه داد. بیتی همچنین در امور مذهبی شرکت می‌کرد و به عنوان مهتر در کلیساهای پرسبیترین اول و دوم در شهر دنویل، عضو هیئت در سه مجمع عمومی کلیسای پرسبیترین در ایالات متحده آمریکا و متولی مدرسه علمیه پرسبیترین لوئیزویل خدمت کرد.

## اوایل زندگی و تحصیل
بیتی در ۱۳ اوت ۱۸۱۵ در شهرستان ماسون زاده شد. وی چهارمین پسر از پنج پسر آدام و سارا (با زادنام گرین) به‌شمار می‌رفت. پدرش، آدام بیتی، قاضی دادگاه و عضو مجمع عمومی کنتاکی برای حزب ویگ بود. او در سال ۱۸۳۸ خود را برای مجلس نمایندگان ایالات متحده کاندید کرد ولی موفق نشد به مجلس راه یابد. اورموند در جوانی به آکادمی فرانکلین، واقع در واشینگتن رفت و در سال ۱۸۳۲ برای گذراندن تحصیلات عالی خانه را ترک کرد. مقصد اولیهٔ او دانشگاه اوهایو، در شهر آتن بود اما طبق زندگی‌نامه‌ای نوشته‌شده توسط یرکیز، هیز و بلینی از شورای کنتاکی «در آخرین لحظه و با شانس خیلی کم» به سنتر کالج تغییر یافت. او پس از سه سال تحصیل و در ۱۸۳۵ فارغ‌التحصیل شد؛ و دوره چهارساله تحصیل را به دلیل ترفیع در سال اول ورودش به کالج یک سال زود تر به پایان رساند قبل از فارغ‌التحصیلی، توسط رئیس مجموعه، جان سی. یانگ، پیشنهاد تدریس به او داده شد که بیتی پذیرفت اما این کار را بعد از گذشت یکسال بر عهده گرفت. در آن سال میانی، او به دنبال ادامه تحصیل در دانشگاه ییل زیر نظر شیمی‌دان بنجامین سیلیمن رفت. او به کلاس سال سومی کالج ییل پیوست و در مجموع هفت ماه در شش کلاس در هفته شرکت کرد که همگی توسط سیلیمن تدریس می‌شد.

## حرفه
بیتی پس از پایان تحصیلات خود در دانشگاه ییل، در سال ۱۸۳۶ به سنتر کالج بازگشت. او سمتی را که سال قبل پذیرفته بود، پذیرفت و استاد شیمی و فلسفه طبیعی شد. او در سال ۱۸۴۷ به تدریس ریاضیات روی آورد و در همان سال مدرک کارشناسی ارشد در هنر را گرفت. او پنج سال را در این پست گذراند و سپس تدریس شیمی و فلسفه طبیعی را در سال ۱۸۵۲ از ادامه داد و دوازده سال دیگر به این کار مشغول بود. علاوه بر تدریس، بیتی ناظر آب‌وهوای مؤسسه اسمیتسونین برای شهرستان بویل در زمان جنگ داخلی آمریکا شد و او را برای ثبت مشاهدات آب‌وهوایی رسمی در نبرد باربورویل، در سپتامبر ۱۸۶۱ و نبرد پریویل، در اکتبر ۱۸۶۲ می‌شناسند. در سال ۱۸۶۳، آبراهام لینکلن او را به‌عنوان بازدیدکننده، از آکادمی نظامی ایالات متحده در وست پوینت، نیویورک منصوب کرد. در سال ۱۸۶۶، او توانست مدرک افتخاری دکترای لگوم از دانشگاه پرینستون را کسب کند.
بیتی تا زمان استعفای ویلیام ال. برکینریج در سال ۱۸۶۸ به تدریس پرداخت و بعد از این اتفاق او برای پر کردن جای خالی برکینریچ به‌عنوان رئیس موقت انتخاب شد. پس از دو سال خدمت در سمت موقت، هیئت‌امنا، او را به‌عنوان رئیس کالج و استاد متافیزیک و علوم سیاسی در ۱ سپتامبر ۱۸۷۰ منسوب کردند. با این کار، بیتی اولین رئیس سنتر کالج شده بود که کاهن نبود. یکی از دستاوردهای اولیه بیتی به‌عنوان رئیس سنتر کالج، ساخت ساختمان اصلی قدیمی بود که در سال ۱۸۷۰ و پس از وقف ساختمان در ۲۶ ژوئن ۱۸۷۲، پس‌از هزینه کلی ۶۰٬۰۰۰ دلار به پایان رسیده بود؛ در همان روز به‌طور رسمی افتتاح شد. این ساختمان در همان اوایل تخریب و کتابخانه گریس دوهرتی جایگزین آن شد. در مارس ۱۸۷۳، از بانک فالز سیتی تبکو در لوئیزویل ۳۰۰٬۰۰۰ دلار سرقت شده بود؛ به اوراق قرضه متعلق به کالج نزدیک به ۱۰۰٬۰۰۰ دلار ضرر وارد شد، از موقوفه کالج تنها ۳۳٬۰۰۰ دلار باقی ماند. بخشی از اوراق قرضه به ارزش حدود ۴۰٬۰۰۰ دلار بازیابی شد و بیتی تلاش‌هایی را برای جایگزینی بقیه پول‌های به‌سرقت رفته انجام داد که موفق شد از جامعه، کلیسا و سایر ساکنان اطراف بیش از ۵۸٬۰۰۰ دلار جمع‌آوری کند.
جایزه اورموند بیتی توسط دانشجویان و فارغ‌التحصیلان به افتخار او در سال ۱۸۸۶، پنجاهمین سالگرد اولین سال تدریس او در سنتر کالج ایجاد شد. جان فینیس فیلیپس، نمایندهٔ سابق کنگره، در این همایش سخنرانی کرد. بیتی چندین بار تلاش کرد تا از ریاست سنتر کالج استعفا دهد و در ۱۵ ژوئن و ۳۰ نوامبر ۱۸۸۶ برای این امر اقدام کرد. استعفای دوم او پذیرفته شد اما تا زمانی که جانشینی برایش پیدا نشده‌بود، اجرایی نشد؛ با اینکه این روند طولانی شد، در نهایت ویلیام سی. یانگ، پسر کشیش سابق، جان سی. یانگ، در ۱۹ ژوئن ۱۸۸۸ برای ایفای این نقش انتخاب شد. در مجموع، بیتی به مدت ۱۸ سال رئیس کالج بود، پیش از آنکه از این سمت کناره‌گیری کند. به‌منظور حفظ او به‌عنوان بخشی از هیئت علمی و جلوگیری از بازنشستگی کاملش از کالج، هیئت امنا او را به‌عنوان استاد متافیزیک برگزیدند. با این حال، آنها فقط از او خواستند که یک ساعت در روز تدریس کند و سعی داشتند او را تا زمانی که ممکن است، در کالج نگه دارند. این تمایل ناشی از ارتباط دیرینه‌اش با کالج بود. در حالی که بیتی یکی از اعضای هیئت علمی کالج بود، به عضویت بخش انجمن برادری بتا تتا پی انتخاب شد.
بیتی در سال ۱۸۳۵ به کلیسای پرسبیترین دنویل پیوست و در سال ۱۸۴۴ به‌عنوان مهتر کلیسا انتخاب شد. او تا زمان افتتاح دومین کلیسای پرسبیترین در سال ۱۸۵۲ این سمت را داشت که در آن زمان همان مقام را در آنجا به‌دست‌آورد. بیتی سه بار در سال‌های ۱۸۵۵، ۱۸۶۶ و ۱۸۶۷ به‌عنوان کمیسیونر مجمع عمومی کلیسای پرسبیترین انتخاب شد. او که در مناقشهٔ «مکتب قدیم–مکتب جدید» جانب مکتب قدیم را گرفت، به کمیته‌هایی در سال‌های ۱۸۶۶ و ۱۸۸۳ منصوب شد تا به ترتیب دربارهٔ اتحاد دوباره با مجمع مکتب جدید و کلیسای پرسبیتر جنوبی گفت‌وگو کند. بیتی به‌عنوان نمایندهٔ اولین و دومین شورای عمومی اتحاد پرسبیترین که در ادینبرو در سال ۱۸۷۷ و در فیلادلفیا در سال ۱۸۸۰ برگزار گردید، انتخاب شد. او مدیر و متولی مدرسه علمیه دنویل بود و در موارد متعدد تاریخ کتاب مقدس و تاریخ کلیسای قرون وسطی و مدرن را در آنجا در موارد متعددی تدریس می‌کرد. وی همچنین در هیئت امنای کالج کالدول در دنویل که بعدتر کالج کنتاکی برای بانوان شد، قرار داشت. او در سال ۱۸۸۲ به‌عنوان اولین رئیس انجمن آموزشی کالج کنتاکی انتخاب شد.

## زندگی شخصی و مرگ

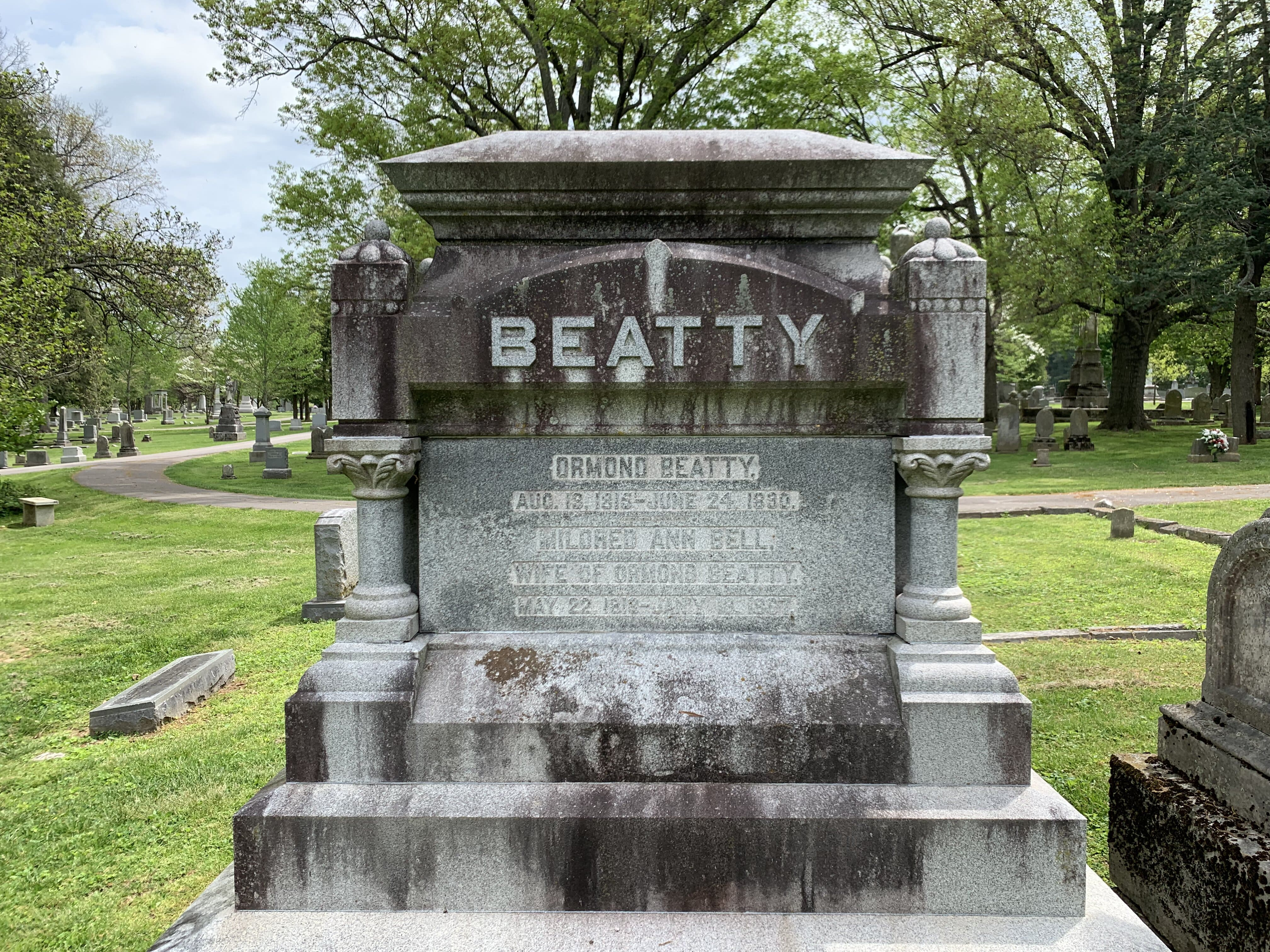
مقبره بیتی در گورستان بلیو، شهر دنویل

بیتی در طول زندگی خود سه بار ازدواج کرد که هر سه ازدواج به دلیل مرگ همسرانش پایان یافت. اولین ازدواج او با سارا لوئیس راچستر، یکی از بستگان بنیانگذار راچستر، نیویورک و ناتانیل راچستر، رئیس مؤسسه فناوری راچستر، در ۱۹ سپتامبر ۱۸۳۹ بود. به گفته یرکیز، هیز و بلینی، این زوج صاحب یک فرزند به نام چارلز شدند و سارا پس از «یک یا دو سال» درگذشت. ازدواج دوم بیتی با میلدرد آن بل در سال ۱۸۴۸ بود و فرزند دوم او، پتی، از این ازدواج به دنیا آمد. میلدرد در سال ۱۸۶۷ درگذشت و با بیتی دفن شده است. او برای سومین و آخرین بار در سال ۱۸۷۹ با الیزابت بویل ازدواج کرد که بیوه جرمیا بویل بود. آنها بچه‌دار نشدند و الیزابت در سال ۱۸۸۶ درگذشت. بیتی برده داشت و طبق سرشماری سال ۱۸۶۰ او صاحب یک برده بود.
بیتی در ساعت ۴:۱۰ بعدازظهر در تاریخ ۲۴ ژوئن ۱۸۹۰، سن ۷۴ سالگی، در شهر دویل، وقتی که خواب بود، درگذشت. او در بیشتر ساعات آن صبح درد شدیدی را تجربه کرده بود. او در آن زمان هنوز عضو هیئت علمی سنتر کالج بود و پس از استعفای خود از ریاست به مدت دو سال به تدریس ادامه داده بود. او چندین سال قبل از مرگش تحت معالجه پزشکی قرار می‌گرفت و وضعیت چندان خوبی نداشت ولی شدت و تأثیر بیماری خود را کم‌اهمیت جلوه داد و تدریس را در هیچ مقطعی رها نکرد. مراسم تشییع جنازه او در ۲۶ ژوئن در کلیسای پرسبیترین دوم در دنویل برگزار و در گورستان بلیو به خاک سپرده شد. در آگهی ترحیم، او را «بزرگ‌ترین مربی کنتاکی» نامیده بودند.

## برابرها
1. ↑  Centre College
2. ↑  William L. Breckinridge
3. ↑  Presbyterian
4. ↑  Green
5. ↑  Yerkes, Hays, and Blayney
6. ↑  Benjamin Silliman
7. ↑  Yale College
8. ↑  Smithsonian Institution
9. ↑  Princeton University
10. ↑  Grace Doherty Library
11. ↑  Falls City Tobacco Bank
12. ↑  Louisville
13. ↑  John Finis Philips
14. ↑  Beta Theta Pi
15. ↑  Edinburgh
16. ↑  Philadelphia
17. ↑  Caldwell College
18. ↑  Mildred
19. ↑  Bellevue Cemetery

## یادداشت
1. ↑  یرکیز، هیز و بلینی (۱۸۹۳) نام همسر اول بیتی را سالی ذکر کرده بودند اما اسناد ازدواج آنها و دایرةالمعارف بیوگرافی کنتاکی (۱۸۷۸) نام او را سارا ذکر کرده است.

### ارجاعات
1. ↑  Yerkes, Hays & Blayney 1893, p. 7.
2. 1 2 3 4 5 6 7 8 9 10  "Ormond Beatty, Centre College President (1868–1888)". CentreCyclopedia. Centre College. Archived from the original on March 8, 2022. Retrieved March 8, 2022.
3. 1 2  "Beatty-Quisenberry Family Papers, 1796–1962". The Filson Historical Society. August 21, 2013. Archived from the original on March 8, 2022. Retrieved March 8, 2022.
4. ↑  Yerkes, Hays & Blayney 1893, pp. 8–9.
5. 1 2  Yerkes, Hays & Blayney 1893, p. 9.
6. 1 2  Nevin & Nevin 1884, p. 63.
7. 1 2 3  Yerkes, Hays & Blayney 1893, p. 10.
8. 1 2  Nelson, A. B. (June 26, 1912). "Dr. Ormond Beatty". Herald and Presbyter. No. 1, Vol. LXXXIII. Cincinnati, Ohio and St. Louis, Missouri: Monfort and Company. p. 8. Archived from the original on March 11, 2022. Retrieved March 11, 2022.
9. ↑  "The Battle of Barbourville". Kentucky Climate Center. Archived from the original on March 8, 2022. Retrieved March 8, 2022.
10. ↑  "The Battle of Perryville". Kentucky Climate Center. Archived from the original on March 8, 2022. Retrieved March 8, 2022.
11. ↑  "The Battle of Perryville". Kentucky Climate Center. Archived from the original on March 8, 2022. Retrieved March 8, 2022.
12. 1 2  Yerkes, Hays & Blayney 1893, p. 13.
13. ↑  "Central University". Bulletin of Kentucky Department of Education. 7 (4): 296. July 1914. Archived from the original on March 15, 2022. Retrieved March 8, 2023.
14. 1 2  Lewis 1899, p. 119.
15. ↑  Weston 2019, p. 42.
16. 1 2  "Old Main". CentreCyclopedia. Centre College. Archived from the original on August 22, 2023. Retrieved August 21, 2023.
17. ↑  "Louisville Bank Robbery; The Amount Stolen About $300,000 A Clue to the Burglars". The New York Times. March 17, 1873. Archived from the original on March 11, 2022. Retrieved March 11, 2022.
18. 1 2  Hill 2009, p. 37.
19. ↑  Collins & Collins 1874, p. 246o.
20. ↑  Yerkes, Hays & Blayney 1893, p. 17.
21. ↑  Lewis 1899, p. 121.
22. 1 2  Yerkes, Hays & Blayney 1893, p. 11.
23. ↑  Shepardson 1928, p. 209.
24. ↑  "Beta Theta Pi". CentreCyclopedia. Centre College. Archived from the original on April 6, 2022. Retrieved March 10, 2022.
25. 1 2 3 4  Yerkes, Hays & Blayney 1893, p. 12.
26. 1 2  "Ormond Beatty, LL. D. , Kentucky's greatest educator, dead". The Kentucky Advocate. Danville, Kentucky. June 27, 1890. p. 1. Archived from the original on August 24, 2023. Retrieved August 24, 2023.
27. ↑  Miller 1870, p. 524.
28. ↑  Smith 1895, p. 547.
29. ↑  Minutes of the General Assembly of the Presbyterian Church in the United States of America. Vol. XII. Philadelphia, Pennsylvania: Presbyterian Board of Publication. 1889. p. 173. Archived from the original on March 11, 2022. Retrieved March 10, 2022.
30. ↑  "Osmond Beatty [sic] in the Kentucky, U.S. , County Marriage Records, 1783–1965". Ancestry.com. Madison County Courthouse. Archived from the original on August 30, 2023. Retrieved August 21, 2023.
31. ↑  Weston 2019, p. 32.
32. ↑  Yerkes, Hays & Blayney 1893, pp. 20–21.
33. ↑  Appleton 1891, p. 633.
34. ↑  Yerkes, Hays & Blayney 1893, p. 21.
35. ↑  Yerkes, Hays & Blayney 1893, p. 20.
36. 1 2  Yerkes, Hays & Blayney 1893, p. 22.